# Różynka
Różynka [pronunciación en polaco: /ruˈʐɨnka/] (en alemán, Rosengarth) es un pueblo en el distrito administrativo de Gmina Świątki, dentro del Distrito de Olsztyn, Voivodato de Varmia y Masuria, en el norte de Polonia. Se encuentra a unos 6 kilómetros al este de Świątki y 20 kilómetros al noroeste de la capital regional, Olsztyn.
Hasta 1772, año en que ocurrió la Primera partición de Polonia, la zona formaba parte del Reino de Polonia, y entre 1772 y 1945 fue parte de Prusia y luego junto con ésta, de Alemania (Provincia de Prusia Oriental).